# Parahippus
Parahippus («біля коня») — викопний рід з родини коневих. Він був дуже схожий на Miohippus, але трохи більший, приблизно 1 метр заввишки в холці. Їхні скам'янілості були знайдені в Північній Америці, переважно в районі Великих рівнин і Флориди.

## Опис
Parahippus був більшим за Miohippus, мав довші ноги й обличчя. Кістки ніг були зрощені, і це разом із розвитком м'язів дозволяло Parahippus рухатися вперед-назад. Було виключено гнучке обертання ніг, щоб тварина була краще пристосована до швидкого бігу вперед по відкритій місцевості, не рухаючись з боку в бік. Найважливіше те, що парагіпп міг стояти на середньому пальці ноги, а не ходити на подушечках, що давало йому можливість бігати швидше; його вага підтримувалася зв'язками під стегновою частиною великого центрального пальця стопи.
Оскільки листяна їжа стала дефіцитом, ці тварини були змушені харчуватися новоутвореними травами, які на той час захопили рівнини, і зуби Parahippus відповідно адаптувалися. Додатковий молярний гребінь, який був змінним у Miohippus, став постійним у Parahippus. Моляри мали високі коронки та тверде покриття для подрібнення трави, яка зазвичай була покрита пилом із високим вмістом кремнію та піском.